# 塔爾莫 (喬治亞州)
塔爾莫（英語：Talmo）是一個位於美國喬治亞州傑克遜縣的城鎮。

## 地理
塔爾莫的座標為34°11′15″N 83°42′59″W / 34.18750°N 83.71639°W，而該地的平均海拔高度為279米（即915英尺）。

## 人口
根據2010年美國人口普查的數據，塔爾莫的面積為5.49平方千米，當中陸地面積為5.42平方千米，而水域面積為0.07平方千米。當地共有人口180人，而人口密度為每平方千米33人。